# Związek Mostowców Rzeczypospolitej Polskiej
Związek Mostowców Rzeczypospolitej Polskiej (ZMRP) – ogólnopolskie stowarzyszenie zawodowe inżynierów mostowców, działające od 1991 roku. Związek zrzesza specjalistów związanych z projektowaniem, budową, utrzymaniem i eksploatacją obiektów mostowych. Siedziba Związku mieści się w Warszawie.

## Historia
Inicjatywa utworzenia Związku Mostowców RP sięga lat 60. XX wieku. W 1960 roku prof. Zbigniew Wasiutyński zaproponował powołanie organizacji integrującej środowisko mostowców. Cztery lata później, podczas zebrania organizacyjnego na Politechnice Warszawskiej, Grupa Inicjatywna – m.in. prof. Stanisław Andruszewicz, prof. Stanisław Błaszkowiak, prof. Stefan Kaufman, prof. Jan Kmita i prof. Eugeniusz Hildebrandt – przedstawiła projekt powołania Związku Mostowców przy Komitecie Inżynierii Lądowej PAN. W obliczu trudności administracyjnych, w ramach Stowarzyszenia Inżynierów i Techników Komunikacji (SITK) powołano Sekcję Główną Techniki Mostowej.
Kolejnym impulsem była inicjatywa środowiska małopolskiego. W 1981 roku prof. Kazimierz Flaga, z poparciem prof. Romana Ciesielskiego i prof. Władysława Ziobronia, utworzył Zespół Konstrukcji Mostowych przy Komisji Budownictwa PAN w Krakowie.
Bezpośrednią decyzję o utworzeniu ZMRP podjęto 24 czerwca 1991 roku podczas spotkania w Skrzynkach koło Poznania. Inicjatorami byli m.in. prof. Mieczysław Rybak, prof. Kazimierz Flaga, prof. Andrzej Ryżyński, prof. Henryk Czudek, inż. Jan Fajfer, dr inż. Jerzy Śliwka i mgr inż. Franciszek Szatkowski. Funkcję pierwszego przewodniczącego powierzono prof. Andrzejowi Ryżyńskiemu.
Oficjalna rejestracja Związku nastąpiła 25 listopada 1991 roku w Sądzie Wojewódzkim w Poznaniu.

## Cele działalności
ZMRP działa na rzecz:
- integracji środowiska inżynierów mostowych,
- wymiany doświadczeń zawodowych i naukowych,
- popularyzacji nowych technologii,
- reprezentowania interesów zawodowych członków,
- organizacji szkoleń, konferencji i seminariów branżowych.

Ważnym elementem działalności są konferencje, spotkania regionalne oraz inicjatywy integracyjne. Od 2013 roku Związek obchodzi Ogólnopolski Dzień Mostowca – 18 maja.

## Symbolika
Związek posiada własny znak graficzny zatwierdzony w 1993 roku. W tym samym roku prof. Wojciech Radomski ufundował insygnium władzy – berło przewodniczącego. Kasetę na insygnia ufundował prof. Kazimierz Furtak.

## Działalność wydawnicza
Od 1993 do 2016 roku ZMRP wydawał kwartalnik „Biuletyn Informacyjny ZMRP”, który stanowił platformę informacyjną i dokumentacyjną dla członków organizacji .

## Współpraca i afiliacje
ZMRP jest członkiem IABSE (Międzynarodowe Stowarzyszenie Mostów i Konstrukcji). Utrzymuje również współpracę z SITK oraz PZITB. Wielu członków Związku działa aktywnie w innych organizacjach inżynierskich, w tym w Polskiej Izbie Inżynierów Budownictwa.

## Oddziały i struktura organizacyjna
Związek Mostowców Rzeczypospolitej Polskiej posiada rozbudowaną strukturę regionalną obejmującą 12 oddziałów terenowych. Każdy oddział funkcjonuje jako samodzielna jednostka, tworzona uchwałą Krajowej Rady Związku na wniosek co najmniej 15 członków zwyczajnych. Na dzień obecny są to:
- Oddział Dolnośląski
- Oddział Gdański
- Oddział Górnośląski
- Oddział Łódzki
- Oddział Małopolski
- Oddział Pomorsko‑Kujawski
- Oddział Rzeszowsko‑Lubelski
- Oddział Świętokrzyski
- Oddział Warmińsko‑Mazurski
- Oddział Warszawski
- Oddział Wielkopolski Oddział Zachodniopomorski

Każdy z oddziałów ma osobny Zarząd, Komisję Rewizyjną i bierze udział w strukturach ogólnokrajowych Związku, m.in. poprzez przedstawicielstwo w Krajowej Radzie ZMRP.

## Przewodniczący ZMRP
Funkcję przewodniczącego Związku Mostowców Rzeczypospolitej Polskiej pełnili kolejno:
1. prof. Andrzej Ryżyński – I-II kadencja
2. prof. Kazimierz Flaga – III-IV kadencja
3. prof. Wojciech Radomski – V-VI kadencja[5]
4. prof. Kazimierz Furtak – VII-VIII kadencja[6]
5. prof. nadzw. Janusz Szelka – IX-XI kadencja
6. prof. Adam Wysokowski – XII kadencja